# Nicolae Dică
Nicolae Constantin Dică (Pitești, 9 maggio 1980) è un allenatore di calcio ed ex calciatore rumeno, di ruolo centrocampista, tecnico del Concordia Chiajna.

## Caratteristiche tecniche
Era un centrocampista con spiccate doti offensive.

## Carriera

### Giocatore

#### Club

##### Primi anni
Cresciuto nel Argeș Pitești, nel 1998 si è trasferito in prestito biennale al Dacia Pitești, con cui ha disputato due campionati di seconda divisione, totalizzando 50 presenze e 19 gol. Nel 2000 è rientrato all'Argeş Piteşti. Ha militato nel club biancoviola fino al 2004, totalizzando 88 presenze e 34 reti in campionato.

##### Steaua Bucarest
Nel gennaio 2004 si è trasferito alla Steaua Bucarest, che ha pagato 250.000€ per il suo cartellino. L'esordio con lo Steaua è avvenuto il 14 marzo 2004, nell'incontro di campionato Brașov-Steaua Bucarest (0-1), gara in cui ha siglato la rete che ha consentito la vittoria alla propria squadra. Fra le sue reti, si segnala la rete siglata l'11 giugno 2005 nell'ultima giornata di campionato contro il Politehnica Timișoara, che ha consentito al club di vincere l'incontro per 2-1 e conquistare il titolo nazionale. Durante la militanza allo Steaua ha vinto due campionati e una Supercupa României. A livello individuale, inoltre, ha vinto il premio Calciatore romeno dell'anno nel 2006. Nella stagione 2006-2007 si è classificato 4º a pari merito con Totti, Inzaghi e Pizarro nella classifica marcatori della UEFA Champions League. Ha militato nelle file dello Steaua fino al 2008, totalizzando 125 presenze e 54 reti in campionato.

##### Catania e prestiti
Il 28 giugno 2008 viene ufficialmente acquistato dal Catania, firmando un contratto di 4 anni con la società etnea. Il 17 settembre sigla il suo primo gol ufficiale nel Catania nella partita di Coppa Italia contro il Padova (4-0). Durante il campionato 2008-2009, complici dissidi con il tecnico Walter Zenga, è sceso in campo solo 3 volte in campionato.
Il 19 giugno 2009 si è trasferito all'Īraklīs. Il trasferimento, ufficializzato dal Catania il 3 luglio, è a titolo temporaneo con diritto di riscatto del cartellino da parte dell'Iraklis. Nel dicembre 2009, dopo 13 presenze e 3 reti in campionato, è tornato a Catania per fine prestito.
L'11 gennaio 2010 è passato in prestito fino al termine della stagione e con diritto di riscatto al CFR Cluj. Con il Cluj ha vinto il campionato e la Coppa di Romania. La società rumena, al termine della stagione, pur avendo la volontà di riscattarlo, non è riuscita a trovare l'accordo sul prezzo. Il calciatore, pertanto, è tornato al Catania. La società etnea lo ha immediatamente girato in prestito con diritto di riscatto fino a gennaio 2011 ai turchi del Manisaspor. Il 20 dicembre 2010 ha rescisso il proprio contratto con il Catania, rimanendo svincolato.

##### Ultimi anni
Il 15 gennaio 2011 è stato ufficializzato il suo ritorno allo Steaua Bucarest. Nel periodo allo Steaua ha siglato 6 reti in 13 presenze. Nel giugno 2011 si è trasferito al neopromosso Mioveni. Nel gennaio 2012 il club, ultimo in classifica, ha deciso di svincolare i giocatori con gli stipendi più alti, tra cui lo stesso Dică, e così la sua esperienza si è chiusa con un gol in 15 presenze. Rimasto svincolato, nel gennaio 2012 si è trasferito al Viitorul Costanza, squadra di Liga II. Ottenuta la promozione in Liga I, ha militato nel club fino al 2014, totalizzando 67 presenze e 19 presenze in campionato. Nel 2014 si è ritirato dall'attività agonistica.

#### Nazionale
Ha debuttato in Nazionale l'11 ottobre 2003, nell'amichevole Giappone-Romania (1-1). Ha messo a segno la sua prima rete con la selezione rumena il 16 agosto 2006, nell'amichevole Romania-Cipro (2-0), siglando il gol del momentaneo 1-0 al minuto 4 del primo tempo. Ha partecipato, con la Nazionale rumena, agli Europei 2008. È sceso in campo, inoltre, nelle qualificazioni ai Mondiali 2006, nelle qualificazioni ai Mondiali 2010 e nelle qualificazioni agli Europei 2008. Ha collezionato in totale, con la selezione rumena, 32 presenze e 9 reti.

### Allenatore
Terminata la carriera da calciatore, nel luglio 2014 è diventato vice dell'allenatore Constantin Gâlcă alla Steaua Bucarest. Il 1º dicembre 2015 ha assunto ad interim la guida della squadra, che ha allenato per un solo incontro pareggiato per 1-1. Il 29 dicembre 2015 è diventato tecnico dell'Argeș Pitești. Ha allenato il club biancoviola fino al 2017, vincendo il campionato di Liga III nella stagione 2016-2017. Il 15 maggio 2017 è diventato tecnico del FCSB. In una stagione alla guida del club ha ottenuto il secondo posto in campionato ed ha raggiunto i sedicesimi di finale di Europa League, competizione in cui il club è stato eliminato dalla Lazio. Nella stagione successiva la squadra di Dică ha mancato la qualificazione alla fase a gironi di UEFA Europa League perdendo il play-off contro il Rapid Vienna ed è eliminata dalla Coppa di Romania già agli ottavi di finale. Dopo la sconfitta interna del 22 dicembre 2018 contro la capolista CFR Cluj, con la squadra al secondo posto in campionato, Dică si è dimesso. Nel giugno 2019 è diventato tecnico dell'Argeș Pitești, tornando a guidare il club dopo l'esperienza conclusasi nel 2017. Nel novembre 2019 è diventato vice di Mirel Rădoi, commissario tecnico della Nazionale rumena. Il 26 luglio 2022 è diventato tecnico del FCSB. Il 1º novembre 2022 ha risolto consensualmente il proprio contratto. Il 14 gennaio 2023 è diventato allenatore del Mioveni. Il 26 aprile 2023 ha rescisso il proprio contratto. Il 17 luglio 2023 è stato ingaggiato dal FCU Craiova. Il 19 agosto 2023 è stato sollevato dall'incarico.

## Statistiche

### Presenze e reti nei club
| Stagione                  | Squadra                   | Campionato                | Campionato | Campionato | Coppe nazionali | Coppe nazionali | Coppe nazionali | Coppe continentali | Coppe continentali | Coppe continentali | Altre coppe | Altre coppe | Altre coppe | Totale | Totale |
| Stagione                  | Squadra                   | Comp                      | Pres       | Reti       | Comp            | Pres            | Reti            | Comp               | Pres               | Reti               | Comp        | Pres        | Reti        | Pres   | Reti   |
| ------------------------- | ------------------------- | ------------------------- | ---------- | ---------- | --------------- | --------------- | --------------- | ------------------ | ------------------ | ------------------ | ----------- | ----------- | ----------- | ------ | ------ |
| 1998-1999                 | Dacia Pitești             | B                         | 17         | 5          | CR              | ?               | ?               | -                  | -                  | -                  | -           | -           | -           | 17+    | 5+     |
| 1999-2000                 | Dacia Pitești             | B                         | 33         | 14         | CR              | ?               | ?               | -                  | -                  | -                  | -           | -           | -           | 33+    | 14+    |
| Totale Dacia Pitești      | Totale Dacia Pitești      | Totale Dacia Pitești      | 50         | 19         |                 | ?               | ?               |                    | -                  | -                  |             | -           | -           | 50+    | 19+    |
| 2000-2001                 | Argeș Pitești             | A                         | 19         | 4          | CR              | ?               | ?               | -                  | -                  | -                  | -           | -           | -           | 19+    | 4+     |
| 2001-2002                 | Argeș Pitești             | A                         | 27         | 11         | CR              | ?               | ?               | -                  | -                  | -                  | -           | -           | -           | 27+    | 11+    |
| 2002-2003                 | Argeș Pitești             | A                         | 28         | 10         | CR              | 1+              | 0+              | -                  | -                  | -                  | -           | -           | -           | 29+    | 10+    |
| 2003-gen. 2004            | Argeș Pitești             | A                         | 14         | 9          | CR              | ?               | ?               | -                  | -                  | -                  | -           | -           | -           | 14+    | 9+     |
| Totale Argeș Pitești      | Totale Argeș Pitești      | Totale Argeș Pitești      | 88         | 34         |                 | 1+              | 0+              |                    | -                  | -                  |             | -           | -           | 89+    | 34+    |
| gen.-giu. 2004            | Steaua Bucarest           | A                         | 14         | 9          | CR              | ?               | ?               | UEFA               | 0                  | 0                  | -           | -           | -           | 14+    | 9+     |
| 2004-2005                 | Steaua Bucarest           | A                         | 29         | 11         | CR              | ?               | ?               | UEFA               | 11                 | 2                  | -           | -           | -           | 40+    | 13+    |
| 2005-2006                 | Steaua Bucarest           | A                         | 29         | 15         | CR              | ?               | ?               | UCL+UEFA           | 2+13               | 0+6                | SCR         | 1           | 1           | 45+    | 22+    |
| 2006-2007                 | Steaua Bucarest           | I                         | 23         | 10         | CR              | ?               | ?               | UCL                | 10                 | 5                  | SCR         | 0           | 0           | 33+    | 15+    |
| 2007-2008                 | Steaua Bucarest           | I                         | 30         | 9          | CR              | 1               | 0               | UCL                | 10                 | 1                  | -           | -           | -           | 41     | 10     |
| Totale Steaua Bucarest    | Totale Steaua Bucarest    | Totale Steaua Bucarest    | 125        | 54         |                 | 1+              | 0+              |                    | 46                 | 14                 |             | 1           | 0           | 173+   | 68+    |
| 2008-2009                 | Catania                   | A                         | 3          | 0          | CI              | 3               | 1               | -                  | -                  | -                  | -           | -           | -           | 6      | 1      |
| lug.-dic. 2009            | Īraklīs                   | SLE                       | 13         | 3          | KE              | 0               | 0               | -                  | -                  | -                  | -           | -           | -           | 13     | 3      |
| dic. 2009-gen. 2010       | Catania                   | A                         | 0          | 0          | CI              | 0               | 0               | -                  | -                  | -                  | -           | -           | -           | 0      | 0      |
| gen.-giu. 2010            | CFR Cluj                  | I                         | 13         | 0          | CR              | 3               | 1               | EL                 | 0                  | 0                  | SCR         | 0           | 0           | 16     | 1      |
| lug.-dic. 2010            | Manisaspor                | SL                        | 5          | 0          | TK              | 2               | 1               | -                  | -                  | -                  | -           | -           | -           | 7      | 1      |
| gen.-giu. 2011            | Steaua Bucarest           | I                         | 11         | 4          | CR              | 2               | 2               | EL                 | 0                  | 0                  | -           | -           | -           | 13     | 6      |
| lug.-dic. 2012            | Mioveni                   | I                         | 15         | 1          | CR              | 0               | 0               | -                  | -                  | -                  | -           | -           | -           | 15     | 1      |
| gen.-giu. 2012            | Viitorul Costanza         | II                        | 12         | 6          | CR              | 0               | 0               | -                  | -                  | -                  | -           | -           | -           | 12     | 6      |
| 2012-2013                 | Viitorul Costanza         | I                         | 26         | 10         | CR              | 0               | 0               | -                  | -                  | -                  | -           | -           | -           | 26     | 10     |
| 2013-2014                 | Viitorul Costanza         | I                         | 29         | 3          | CR              | 1               | 0               | -                  | -                  | -                  | -           | -           | -           | 30     | 3      |
| Totale Viitorul Constanța | Totale Viitorul Constanța | Totale Viitorul Constanța | 67         | 19         |                 | 1               | 0               |                    | -                  | -                  |             | -           | -           | 68     | 19     |
| Totale carriera           | Totale carriera           | Totale carriera           | 388        | 134        |                 | 13+             | 5+              |                    | 46                 | 14                 |             | 1           | 1           | 448+   | 154+   |

### Cronologia presenze e reti in nazionale
| Cronologia completa delle presenze e delle reti in nazionale ― Romania | Cronologia completa delle presenze e delle reti in nazionale ― Romania | Cronologia completa delle presenze e delle reti in nazionale ― Romania | Cronologia completa delle presenze e delle reti in nazionale ― Romania | Cronologia completa delle presenze e delle reti in nazionale ― Romania | Cronologia completa delle presenze e delle reti in nazionale ― Romania | Cronologia completa delle presenze e delle reti in nazionale ― Romania | Cronologia completa delle presenze e delle reti in nazionale ― Romania |
| Data                                                                   | Città                                                                  | In casa                                                                | Risultato                                                              | Ospiti                                                                 | Competizione                                                           | Reti                                                                   | Note                                                                   |
| ---------------------------------------------------------------------- | ---------------------------------------------------------------------- | ---------------------------------------------------------------------- | ---------------------------------------------------------------------- | ---------------------------------------------------------------------- | ---------------------------------------------------------------------- | ---------------------------------------------------------------------- | ---------------------------------------------------------------------- |
| 11-10-2003                                                             | Bucarest                                                               | Romania                                                                | 1 – 1                                                                  | Giappone                                                               | Amichevole                                                             | -                                                                      | 64’                                                                    |
| 16-11-2003                                                             | Ancona                                                                 | Italia                                                                 | 1 – 0                                                                  | Romania                                                                | Amichevole                                                             | -                                                                      | 65’                                                                    |
| 28-4-2004                                                              | Bucarest                                                               | Romania                                                                | 5 – 1                                                                  | Germania                                                               | Amichevole                                                             | -                                                                      | 70’                                                                    |
| 27-5-2004                                                              | Dublino                                                                | Irlanda                                                                | 1 – 0                                                                  | Romania                                                                | Amichevole                                                             | -                                                                      | 78’                                                                    |
| 18-8-2004                                                              | Bucarest                                                               | Romania                                                                | 2 – 1                                                                  | Finlandia                                                              | Qual. Mondiali 2006                                                    | -                                                                      | 76’                                                                    |
| 4-9-2004                                                               | Bucarest                                                               | Romania                                                                | 2 – 1                                                                  | Macedonia                                                              | Qual. Mondiali 2006                                                    | -                                                                      | 78’                                                                    |
| 8-9-2004                                                               | Andorra La Vella                                                       | Andorra                                                                | 1 – 5                                                                  | Romania                                                                | Qual. Mondiali 2006                                                    | -                                                                      | 75’                                                                    |
| 9-10-2004                                                              | Praga                                                                  | Rep. Ceca                                                              | 1 – 0                                                                  | Romania                                                                | Qual. Mondiali 2006                                                    | -                                                                      | 75’                                                                    |
| 17-11-2004                                                             | Erevan                                                                 | Armenia                                                                | 1 – 1                                                                  | Romania                                                                | Qual. Mondiali 2006                                                    | -                                                                      | 46’                                                                    |
| 24-5-2005                                                              | Bacău                                                                  | Romania                                                                | 2 – 0                                                                  | Moldavia                                                               | Amichevole                                                             | 1                                                                      | 46’                                                                    |
| 17-8-2005                                                              | Costanza                                                               | Romania                                                                | 2 – 0                                                                  | Andorra                                                                | Qual. Mondiali 2006                                                    | -                                                                      |                                                                        |
| 12-11-2005                                                             | Le Mans                                                                | Romania                                                                | 1 – 2                                                                  | Costa d'Avorio                                                         | Amichevole                                                             | -                                                                      | 55’                                                                    |
| 16-11-2005                                                             | Bucarest                                                               | Romania                                                                | 3 – 0                                                                  | Nigeria                                                                | Amichevole                                                             | -                                                                      | 66’                                                                    |
| 16-8-2006                                                              | Costanza                                                               | Romania                                                                | 2 – 0                                                                  | Cipro                                                                  | Amichevole                                                             | 1                                                                      | 62’                                                                    |
| 2-9-2006                                                               | Costanza                                                               | Romania                                                                | 2 – 2                                                                  | Bulgaria                                                               | Qual. Euro 2008                                                        | -                                                                      | 60’                                                                    |
| 6-9-2006                                                               | Tirana                                                                 | Albania                                                                | 0 – 2                                                                  | Romania                                                                | Qual. Euro 2008                                                        | 1                                                                      |                                                                        |
| 7-10-2006                                                              | Bucarest                                                               | Romania                                                                | 3 – 1                                                                  | Bielorussia                                                            | Qual. Euro 2008                                                        | -                                                                      | 88’                                                                    |
| 15-11-2006                                                             | Cadice                                                                 | Spagna                                                                 | 0 – 1                                                                  | Romania                                                                | Amichevole                                                             | -                                                                      | 74’ 90+4’                                                              |
| 22-8-2007                                                              | Bucarest                                                               | Romania                                                                | 2 – 0                                                                  | Turchia                                                                | Amichevole                                                             | 1                                                                      | 79’                                                                    |
| 8-9-2007                                                               | Minsk                                                                  | Bielorussia                                                            | 1 – 3                                                                  | Romania                                                                | Qual. Euro 2008                                                        | 1                                                                      | 67’                                                                    |
| 12-9-2007                                                              | Colonia                                                                | Germania                                                               | 3 – 1                                                                  | Romania                                                                | Amichevole                                                             | -                                                                      | 85’                                                                    |
| 17-10-2007                                                             | Lussemburgo                                                            | Lussemburgo                                                            | 0 – 2                                                                  | Romania                                                                | Qual. Euro 2008                                                        | -                                                                      | 64’                                                                    |
| 21-11-2007                                                             | Bucarest                                                               | Romania                                                                | 6 – 1                                                                  | Albania                                                                | Qual. Euro 2008                                                        | 2                                                                      |                                                                        |
| 6-2-2008                                                               | Ramat Gan                                                              | Israele                                                                | 1 – 0                                                                  | Romania                                                                | Amichevole                                                             | -                                                                      | 46’                                                                    |
| 26-3-2008                                                              | Bucarest                                                               | Romania                                                                | 3 – 0                                                                  | Russia                                                                 | Amichevole                                                             | -                                                                      | 46’                                                                    |
| 31-5-2008                                                              | Bucarest                                                               | Romania                                                                | 4 – 0                                                                  | Montenegro                                                             | Amichevole                                                             | 2                                                                      | 46’                                                                    |
| 9-6-2008                                                               | Zurigo                                                                 | Romania                                                                | 0 – 0                                                                  | Francia                                                                | Euro 2008 - 1º Turno                                                   | -                                                                      | 90+3’                                                                  |
| 13-6-2008                                                              | Zurigo                                                                 | Italia                                                                 | 1 – 1                                                                  | Romania                                                                | Euro 2008 - 1º Turno                                                   | -                                                                      | 25’                                                                    |
| 17-6-2008                                                              | Berna                                                                  | Paesi Bassi                                                            | 2 – 0                                                                  | Romania                                                                | Euro 2008 - 1º Turno                                                   | -                                                                      | 72’                                                                    |
| 20-8-2008                                                              | Costanza                                                               | Romania                                                                | 1 – 0                                                                  | Lettonia                                                               | Amichevole                                                             | 1                                                                      |                                                                        |
| 6-9-2008                                                               | Cluj-Napoca                                                            | Romania                                                                | 0 – 3                                                                  | Lituania                                                               | Qual. Mondiali 2010                                                    | -                                                                      |                                                                        |
| 2-6-2010                                                               | Villach                                                                | Romania                                                                | 0 – 1                                                                  | Macedonia                                                              | Amichevole                                                             | -                                                                      | 46’                                                                    |
| 5-6-2010                                                               | Sankt Veit an der Glan                                                 | Romania                                                                | 3 – 0                                                                  | Honduras                                                               | Amichevole                                                             | -                                                                      | 67’ 78’                                                                |
| Totale                                                                 |                                                                        | Presenze                                                               | 33                                                                     |                                                                        | Reti                                                                   | 10                                                                     |                                                                        |

## Palmarès

### Giocatore

#### Club
- Campionato rumeno: 3

Steaua Bucarest: 2004-2005, 2005-2006
CFR Cluj: 2009-2010
- Supercoppa di Romania: 1

Steaua Bucarest: 2006
- Coppa di Romania: 2

CFR Cluj: 2009-2010
Steaua Bucarest: 2010-2011

#### Individuale
- Calciatore rumeno dell'anno: 1

2006

### Allenatore
- Liga III: 1

Argeș Pitești: 2016-2017